# Соловйов Іван Миколайович
Соловйов Іван Миколайович (1890 — 24 травня 1924) — один з керівників антирадянського повстання в Хакасії.

## Життєпис
Народився у сім'ї козаків-бідняків Миколи Семеновича і Лукерії Петрівни Соловйових, які проживали в станиці Форпост (нині село Соленоозерне) Мінусинського повіту Єнісейської губернії, православний. Закінчив сільську школу.